# Cartellverband der katholischen deutschen Studentenverbindungen
Het Cartellverband der katholischen deutschen Studentenverbindungen, afgekort CV, is een Duitse koepel van katholieke kleurdragende studentenverenigingen. Vandaag overkoepelt het Duitse en Oostenrijkse Cartellverband samen 177 actieve en 12 inactieve studentenverenigingen aan universiteitssteden in Duitsland, Oostenrijk, Zwitserland, België, Frankrijk, Italië, Polen, Hongarije, Slowakije, Syrië (Golanhoogten) en Japan.
Zij vertegenwoordigen samen ongeveer 42.000 academici en universitairen. Daarmee is het CV verreweg de grootste interdisciplinaire koepel van academici in Duitsland en op het Europese continent.

## Geschiedenis

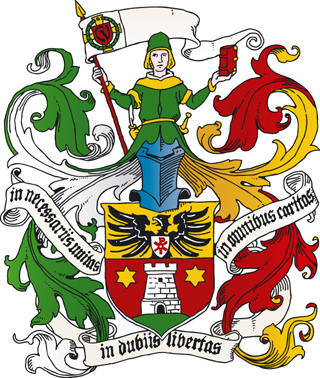
Wapenschild van het Cartellverband der katholischen deutschen Studentenverbindungen

Naar aanleiding van de Duitse Kulturkampf (1872–1887) ondervonden katholieken in Duitsland grote maatschappelijke hinder. Zij begonnen zich dan ook te verenigen, om samen sterker te staan, zich wetenschappelijk efficiënter te organiseren en zich beter te kunnen profileren en verdedigen naar buiten toe. Dit fenomeen trad ook op in de studentenwereld en academische elite van Midden-Europa.
Het Cartellverband werd opgericht in 1856 door het afsluiten van een kartelverdrag tussen twee katholieke studentenverenigingen, K.d.St.V. Aenania München en K.d.St.V. Winfridia Breslau (sinds 1946 te Münster in Westfalen). In 1864 werd het Cartellverband vergroot door de toetreding van A.V. Guestfalia Tübingen en A.V. Austria Innsbruck. Reeds vlug groeide het Cartellverband uit tot een internationale organisatie die in het laatste kwart van de negentiende eeuw aanwezig was in verschillende staten en een niet te ontkennen invloed uitoefende. In 1865 werd K.D.St.V. Bavaria Bonn lid en in 1871 werden K.D.St.V. Markomannia Würzburg en V.K.D.St. Saxonia Münster lid. Tot 1897 konden enkel studentenverenigingen gevestigd aan een volwaardige universiteit lid worden van het Cartellverband. Nadien konden ook studentenverenigingen ontstaan aan de Pruisische technische hogescholen (de huidige technische universiteiten) toetreden en kon de koepel sterk doorgroeien. In 1896 nam K.A.V. Lovania Leuven voor het eerst vriendschappelijke betrekkingen aan met het Cartellverband en breidde de koepel haar ledenbestand ook uit tot leidende kringen van het koninkrijk België. Tot 1899 kon er slechts één studentenvereniging per stad lid worden van de koepel. Toen deze beperking werd opgeheven konden meerdere verenigingen per stad lid worden, wat ook op grote schaal plaatsvond. Verschillende kleinere koepels van studentenverenigingen sloten zich gezamenlijk aan.
Van 1904 tot 1908 vond de academische Kulturkampf plaats aan universiteiten en technische hogescholen. Katholieke kleurdragende studentenverenigingen, voornamelijk verenigd in het Cartellverband, werden zwaar gecontesteerd aan de universiteiten en hen werd het bestaansrecht ontzegd vanwege de Duitse overheid. Deze vervolging zorgde echter juist voor een grote toename aan nieuwe studentenverenigingen, die ontstonden in deze nasleep. Na de maatschappelijke was nu ook de universitair Kulturkampf succesvol doorstaan. Tijdens de Eerste Wereldoorlog sneuvelden meer dan 1300 leden van het internationale Cartellverband – aan beide zijden van het front. Het studentenverenigingsleven had grotendeels stilgelegen tijdens de oorlog, maar vanaf 1918 werd de draad terug opgepakt en ging de opwaartse groei snel verder.
Deze groei werd enkel gestopt door de opkomst van het nationaalsocialisme. Eenmaal deze ideologie de macht had veroverd, verboden de nazi-leiders systematisch het bestaan van de verschillende studentenverenigingen en hun koepels, en dwongen alle studentenverenigingen te fuseren tot één nationaalsocialistische studentenbond. Na de nationaalsocialistische machtsovername in Duitsland in 1933 splitsten de Oostenrijkse studentenverenigingen zich dan ook af en vormden een zusterkoepel in Oostenrijk, het Cartellverband der katholischen österreichischen Studentenverbindungen, afgekort, ÖCV. Deze splitsing in een Duitse en Oostenrijkse koepel werd tot op vandaag de dag behouden. De samenwerking tussen beide koepels is echter optimaal.
Het Cartellverband groeit steeds verder, ook tegen de algemene tendens bij studentenverenigingen in. In 1986 werd te Rome K.A.V. Capitolina Rome opgericht. In juni 2006 viert het Duitse Cartellverband haar 150e verjaardag in München. Voor het eerst sedert het onheilsjaar 1933 zal deze verjaardag weer met het Oostenrijkse Cartellverband samen worden gevierd.

## Beginselen
De werking van het Cartellverband is gebaseerd op onafhankelijke studentenverenigingen die allen dezelfde vier beginselen met elkaar delen:
- religio: een bekentenis tot de rooms-katholieke geloofsschat
- scientia: het nastreven van een universitaire en wetenschappelijke vorming
- amicitia: levenslange vriendschap over de generatiegrenzen heen
- patria: een positieve ingesteldheid tegenover het eigen vaderland gecombineerd met grensoverschrijdende vriendschap in Europa.

Enkel mannelijke studenten kunnen lid worden van een studentenvereniging die tot het Cartellverband behoort. Alle aangesloten studentenverenigingen zijn kleurdragend en nicht-schlagend (niet-vechtend), wat betekent dat ze niet deelnemen aan gewapende studentenduels zoals de Corps en Burschenschaften.

## Aanwezigheid in België
In Vlaanderen is het Cartellverband aanwezig aan de Katholieke Universiteit Leuven in Vlaams-Brabant, alwaar het sedert 1897 een officieel vriendschapsverdrag heeft met K.A.V. Lovania Leuven. Verder heeft het Cartellverband te Brussel twee regelmatige ontmoetingsplaatsen waar oud-leden van de aangesloten studentenverenigingen elkaar kunnen treffen. De leden van de CV-Philisterzirkel te Brussel ontmoet elkaar elke eerste woensdag van de maand. De ÖCV-Philisterzirkel ontmoet elkaar elke eerste dinsdag van de maand.

## Bekende leden (selectie)
Zie: Lijst van studentenverenigingen van het Cartellverband

### Nog in leven
- Paus Benedictus XVI, emeritus-staatshoofd van Vaticaanstad
- Vorst Hans Adam II van Liechtenstein, staatshoofd van Liechtenstein
- Prins Yoshihito Katsura, prins en lid van de Japanse keizerlijke familie
- Franz Fischler, commissaris Europese Commissie
- Edmund Stoiber, voormalig minister-president van Beieren (CSU)
- Jürgen Rüttgers, minister-president van Noordrijn-Westfalen
- Erwin Teufel, minister-president van Baden-Württemberg
- Klaus Kinkel, Duits minister van Buitenlandse Zaken
- Alois Mock, voormalig Oostenrijks minister van Buitenlandse Zaken
- Philipp Jenninger, oud-voorzitter Duitse Bondsraad
- Kardinaal Óscar Andrés Rodríguez Maradiaga, Nicaraguaans aartsbisschop
- Kardinaal Christoph Schönborn, aartsbisschop van Wenen
- Prof. Dr. Matthias Storme, hoogleraar Katholieke Universiteit Leuven en Universiteit Antwerpen
- Prof. Dr. Danny Pieters, hoogleraar KU Leuven
- Notker Wolf OSB, abt-primaat van de Benedictijnerabdij van Sankt-Ottilien in Beieren

### Heilig verklaard
- H. Jozef Bilczewski, Pools aartsbisschop van Lemberg (Lviv)
- Z. Kardinaal Clemens August von Galen, bisschop van Münster
- Z. Pater Rupert Mayer SJ, Duits priester-jezuïet en verzetsman tegen het nazi-bewind
- Z. Pater Jakob Kern O.Praem

### Reeds gestorven
- Kurt Waldheim, bondspresident van Oostenrijk en secretaris-generaal van de Verenigde Naties
- Paus Pius XII, paus en voormalig kardinaal-nuntius
- Wilhelm Miklas, bondspresident van Oostenrijk
- Thomas Klestil, bondspresident van Oostenrijk
- Georg von Hertling, minister-president van Duitsland
- Franz Josef Strauss, minister-president van Beieren
- Ignaz Seipel, bondskanselier van Oostenrijk
- Engelbert Dollfuss, bondskanselier van Oostenrijk
- Kurt von Schuschnigg, bondskanselier van Oostenrijk
- Anton Rintelen, minister-president van de Steiermark
- Prosper Poullet, minister-president van België
- Charles Woeste, minister van Staat van België
- Heinrich Lübke, bondspresident van West-Duitsland
- Georges Holvoet, gouverneur der provincie Antwerpen en kabinetschef van prins-regent Karel van België
- Pierre Prüm, minister-president van het Groothertogdom Luxemburg
- Emil Fey, Oostenrijks politicus en militair
- Hans Globke, Duits topambtenaar
- Karl Lueger, christelijk-sociaal burgemeester van Wenen
- Prof. Dr. Armand Thiéry, Belgische priester, thomist, architect en experimenteel psycholoog
- Prof. Dr. Albert Michotte, Belgische experimenteel psycholoog
- Franz Senn, Oostenrijks priester
- Graaf Alexander von Kolowrat-Krakowsky, Oostenrijkse filmpionier
- Jef van den Eynde, Vlaams studentenleider
- Prof. Dr. Adam van Kan, Nederlandse wetenschapper
- Dr. Alfons Maria Jakob, Duits wetenschapper
- Willo Welzenbach, Duits alpinist
- Aartshertog-Otto van Habsburg, Beierse CSU-politicus, europarlementariër en voormalig kroonprins Oostenrijk-Hongarije

## Vrienden in Europa
Het Cartellverband heeft sedert 1953 een vriendschapsverdrag met de Zwitserse koepel van christelijke studentenverenigingen, het Schweizerisches Studentenverein en sedert 1977 een vriendschapsverdrag afgesloten met de Vlaamse koepel van katholieke studentenverenigingen, het Katholiek Vlaams Hoogstudentenverbond.
Samen met 14 andere koepels van katholieke en christelijke studentenverenigingen vormt zij het Europäischer Kartellverband der christlichen Studentenverbände, afgekort EKV, een Europese koepel van christelijke studentenkoepels. Het EKV is de grootste koepel in Europa, waarbinnen het CV het leeuwendeel van de leden en verenigingen omvat.